# Taras Hryhorovyč Ševčenko
Taras Hryhorovyč Ševčenko (in ucraino Тарас Григорович Шевченко?, noto anche con la traslitterazione anglosassone Taras Shevchenko; Morynci, 9 marzo 1814 – San Pietroburgo, 10 marzo 1861) è stato un poeta, scrittore, patriota e pittore ucraino.

Autografo di Ševčenko

La sua eredità letteraria è ritenuta uno dei pilastri della moderna letteratura ucraina e, in senso più ampio, della stessa lingua ucraina di cui è considerato il padre. Ševčenko scrisse anche in lingua russa, lasciando inoltre ai posteri molti manoscritti e lavori preparatori delle proprie opere artistiche. È considerato anche una figura importante nel moderno nazionalismo ucraino.

## Biografia
Nato in una famiglia di servi della gleba nel villaggio di Morynči, appartenente al governatorato di Kiev dell'Impero russo (oggi parte integrante dell'oblast di Čerkasy, Ucraina), rimase orfano all'età di undici anni. Gli fu insegnato a leggere da un precettore del villaggio, mentre fin da piccolo era solito disegnare non appena gli si presentasse occasione di farlo. In seguito, lasciato il paese paterno, seguì il proprio signore Pavel Engelhardt dapprima a Vilnius (1828–1831) e quindi a San Pietroburgo.

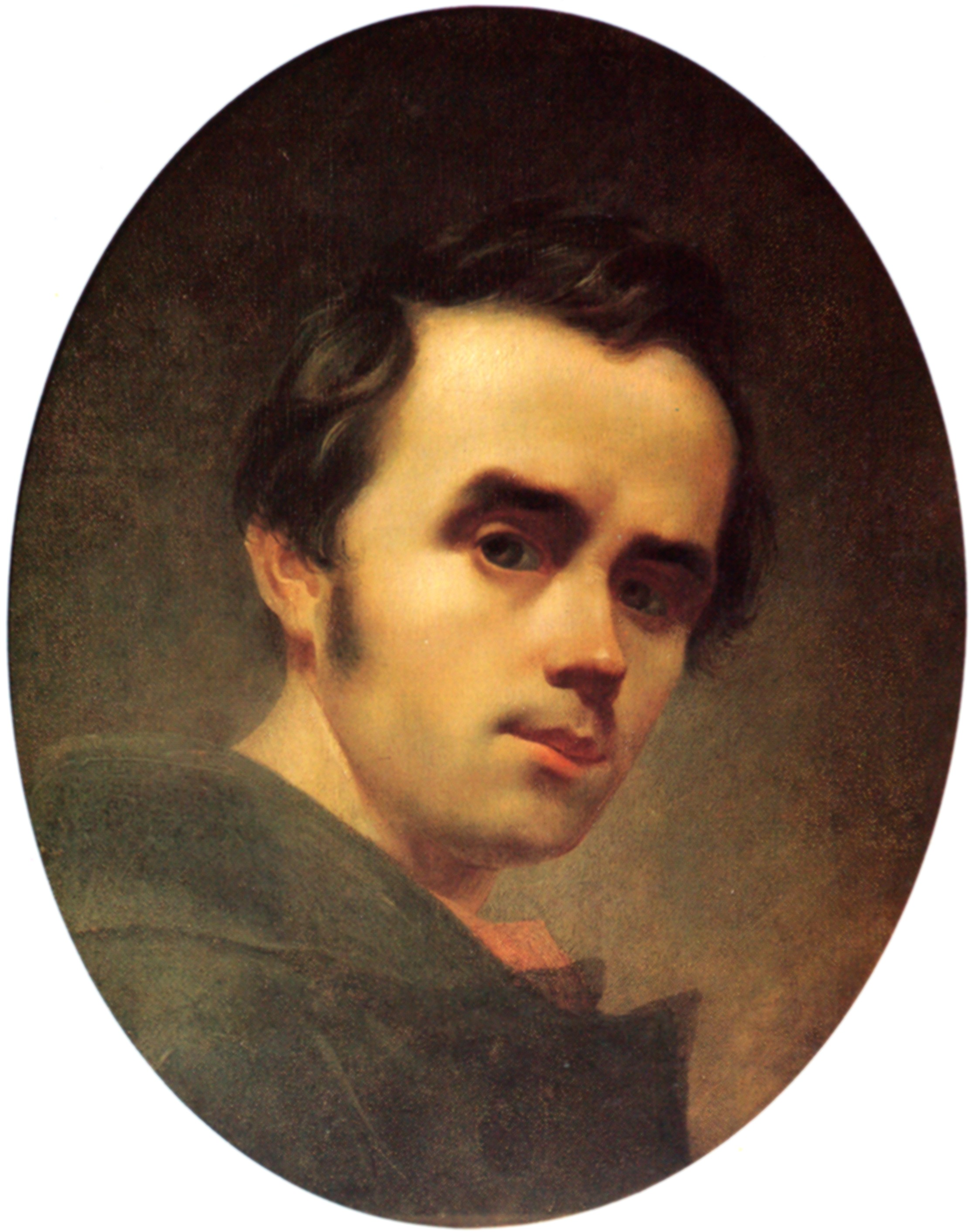
Ritratto dell'artista da giovane

Notando il talento artistico di Ševčenko, Engelhardt permise a quest'ultimo di studiare le tecniche pittoriche per quattro anni da Vassilij Širjaev. A San Pietroburgo il futuro scrittore incontrò inoltre artisti ucraini quali Ivan Maksymovyč Sošenko, a cui va il merito di averlo introdotto nella cerchia dei suoi compatrioti, Јevhen Pavlovyč Hrebinka e Vasyl Hryhorovyč, e il pittore russo Aleksej Gavrilovič Venecianov. Grazie alla conoscenza di queste persone Ševčenko ebbe la possibilità di incontrare il professor Karl Brjullov, il quale, spinto dall'amicizia verso quest'ultimo, comprò la sua liberazione il 5 maggio 1838.

### Primi riconoscimenti

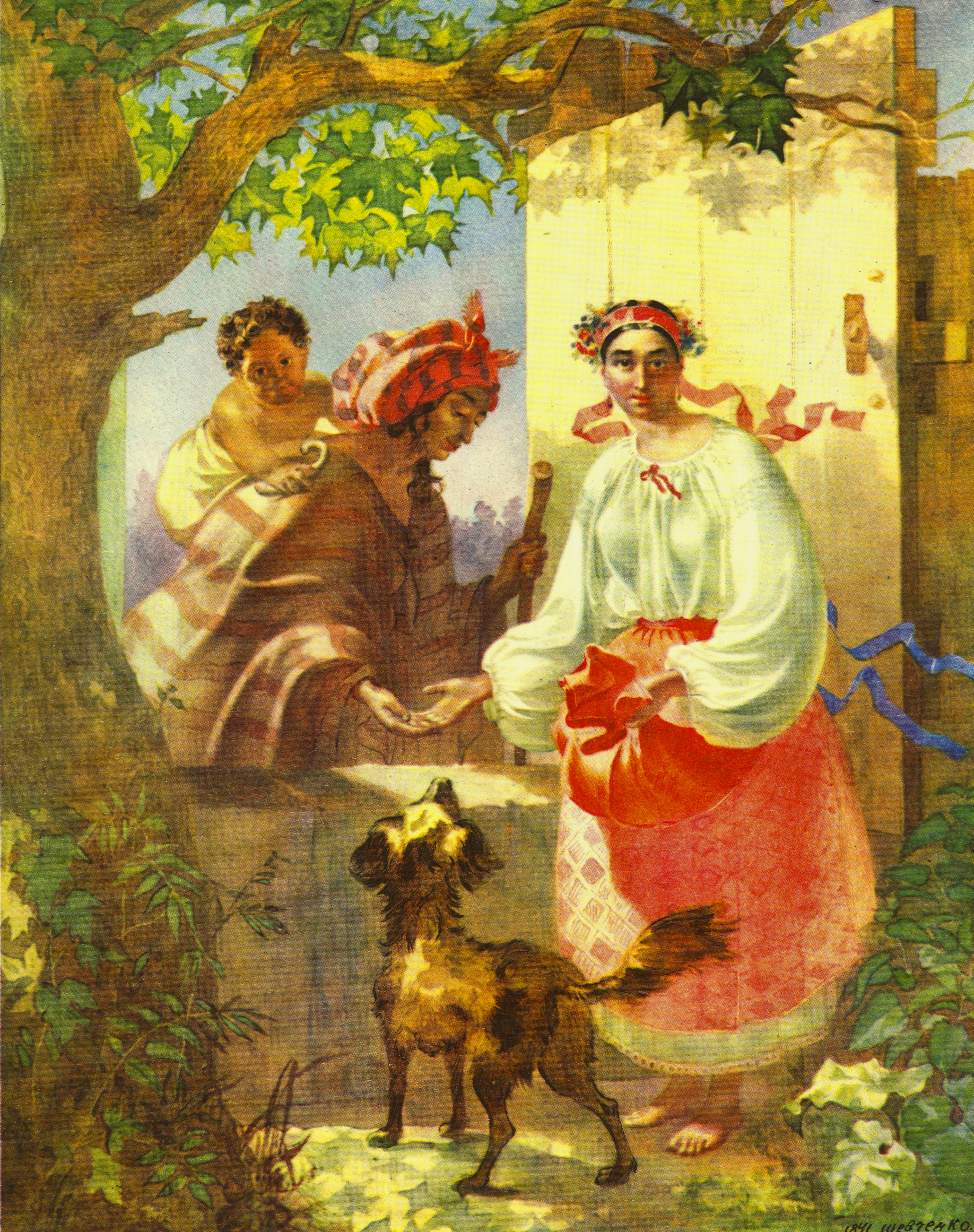
L'indovina zigana

Nello stesso anno Ševčenko fu accettato come studente nell'Accademia Imperiale delle Arti nel laboratorio di Karl Brjullov. All'esame annuale dell'Accademia delle Arti gli fu conferita la Medaglia d'argento per un suo dipinto raffigurante un paesaggio. Nel 1840 gli fu nuovamente conferita tale onorificenza, questa volta grazie al suo primo dipinto a olio intitolato Giovante mendicante porgente il suo pane a un cane. In onore di uno degli scrittori ucraini più grandi della storia
Poiché aveva iniziato a scrivere poesie di pregevole fattura mentre era ancora un servo, nel 1840 fu pubblicata la sua prima raccolta di testi poetici intitolata Kobzar. Ivan Franko si profuse in commenti entusiasti riguardo a questa raccolta, sottolineando inoltre la presenza di una «chiarezza, respiro ed eleganza di espressione artistica sconosciute precedentemente nei componimenti ucraini».
Nel 1841 pubblicò il poema epico Hajdamaky. Nel settembre di quello stesso anno Ševčenko fu nuovamente insignito della Medaglia d'argento per il suo dipinto L'indovina zigana. Iniziò inoltre a scrivere libretti per il teatro. Nel 1842 realizzò parte della tragedia Nykyta Hajdaj e nel 1843 completò il dramma Nazar Stodolja.
Durante il suo soggiorno a San Pietroburgo, Ševčenko compì tre viaggi in Ucraina negli anni 1843, 1845 e 1846. Durante tali visite incontrò, oltre ai propri fratelli ed agli altri parenti, i più grandi scrittori ed intellettuali ucraini quali: Јevhen Pavlovyč Hrebinka, Panteleјmon Oleksandrovyč Kuliš e Mychaјlo Maksymovyč, stringendo inoltre una forte amicizia con la famiglia dei Repnin e in particolare con Varvara Repnina. Le difficili condizioni in cui vivevano i contadini ebbero un profondo impatto sul poeta-pittore.
Nel 1844, afflitto dall'oppressione zarista e dalla progressiva distruzione del suolo ucraino, Ševčenko decise di inserire alcune tra le rovine e i monumenti più belli della sua terra in un album di acqueforti, che chiamò Pittoresca Ucraina.

### Esilio

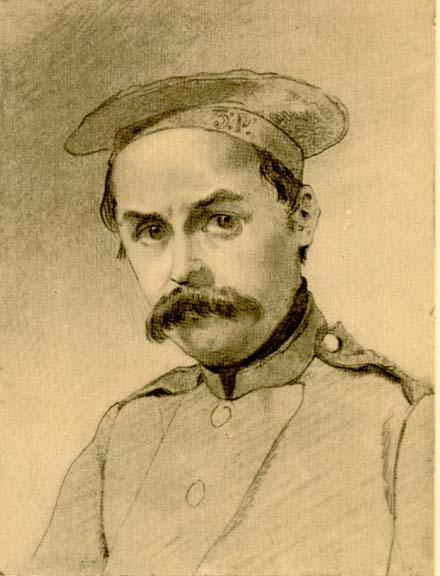
Autoritratto a penna durante l'esilio

Ševčenko aderì alle idee del socialismo utopista. Il 22 marzo 1845 il Consiglio dell'Accademia Imperiale delle Arti decise di conferire a Ševčenko il titolo di artista. Compì l'anno successivo un nuovo viaggio in Ucraina, dove incontrò lo storico Nikolaj Kostomarov e altri membri della Confraternita dei santi Cirillo e Metodio, una società segreta di ispirazione cristiano sociale e slavofila creata con l'obiettivo di supportare le riforme politiche all'interno dell'Impero Russo. Dopo la scoperta e la soppressione della Confraternita da parte delle autorità, avvenuta nel marzo del 1847, Ševčenko fu arrestato insieme ad altri membri il 5 aprile dello stesso anno. Anche se forse l'artista non faceva parte di tale società, durante una perquisizione la Terza sezione rinvenne il suo poema "Il Sogno" ("Сон"). In esso veniva aspramente criticata la politica imperiale e, poiché tali giudizi erano considerati estremamente pericolosi qualora provenissero da un uomo sospettato di fare parte di un'organizzazione sovversiva, fu punito molto severamente.
Ševčenko fu dapprima rinchiuso in una prigione di San Pietroburgo, e quindi esiliato come soldato semplice nella guarnigione di Orenburg di stanza a Orsk, nei pressi degli Urali, di fatto in un katorga. Lo Zar Nicola I, confermando la condanna, vi aggiunse: «Sotto stretta sorveglianza e con il divieto di scrivere e dipingere». Solo nel 1857 Ševčenko ottenne un provvedimento di clemenza dell'imperatore, che gli concesse la grazia. Non gli fu tuttavia concesso di tornare nella capitale, ma dovette stabilirsi a Nižnij Novgorod. Nel maggio del 1859, Ševčenko ebbe il permesso di recarsi in Ucraina. Aveva intenzione di comprare un pezzo di terra non lontano dal villaggio di Pekariv e di trasferirsi colà. In luglio fu arrestato con l'accusa di blasfemia; fu presto rilasciato ma ricevette l'obbligo di risiedere a San Pietroburgo.

### Ultimi anni

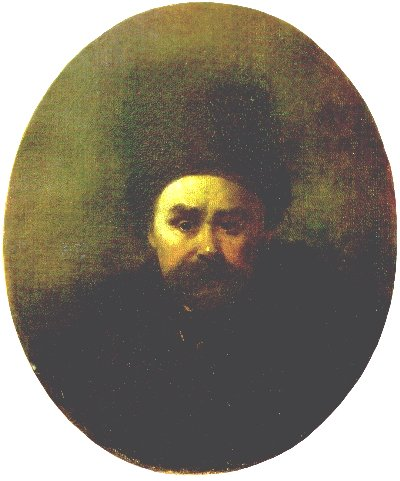
Ultimo autoritratto

Taras Ševčenko trascorse gli ultimi anni della sua vita da un lato lavorando a nuovi componimenti poetici, dipinti e incisioni e dall'altro a pubblicare i suoi primi lavori. Provato dai difficili anni dell'esilio si spense a San Pietroburgo il 10 marzo 1861. Fu prima sepolto nel cimitero di Smolensk nella capitale dell'impero ma successivamente, secondo i suoi desideri, contenuti nel suo poema "Testamento" (Zapovit), il suo feretro fu traslato dagli amici in Ucraina, su di un treno fino a Mosca e quindi su una carrozza. Ševčenko fu quindi sepolto l'8 maggio sulla Černecha Hora (Collina del Monaco; ora Tarasova Hora o Collina di Taras) nei pressi del fiume Dnieper vicino a Kaniv.
Perseguitato da una terribile sfortuna in amore come nella vita, il poeta morì sette giorni prima che fosse annunciata l'emancipazione dei servi della gleba. I suoi lavori e la sua vita godono della profonda ammirazione della popolazione ucraina e il suo impatto sulla letteratura ucraina è ritenuto di estrema importanza.

## Ševčenko nella moderna Ucraina

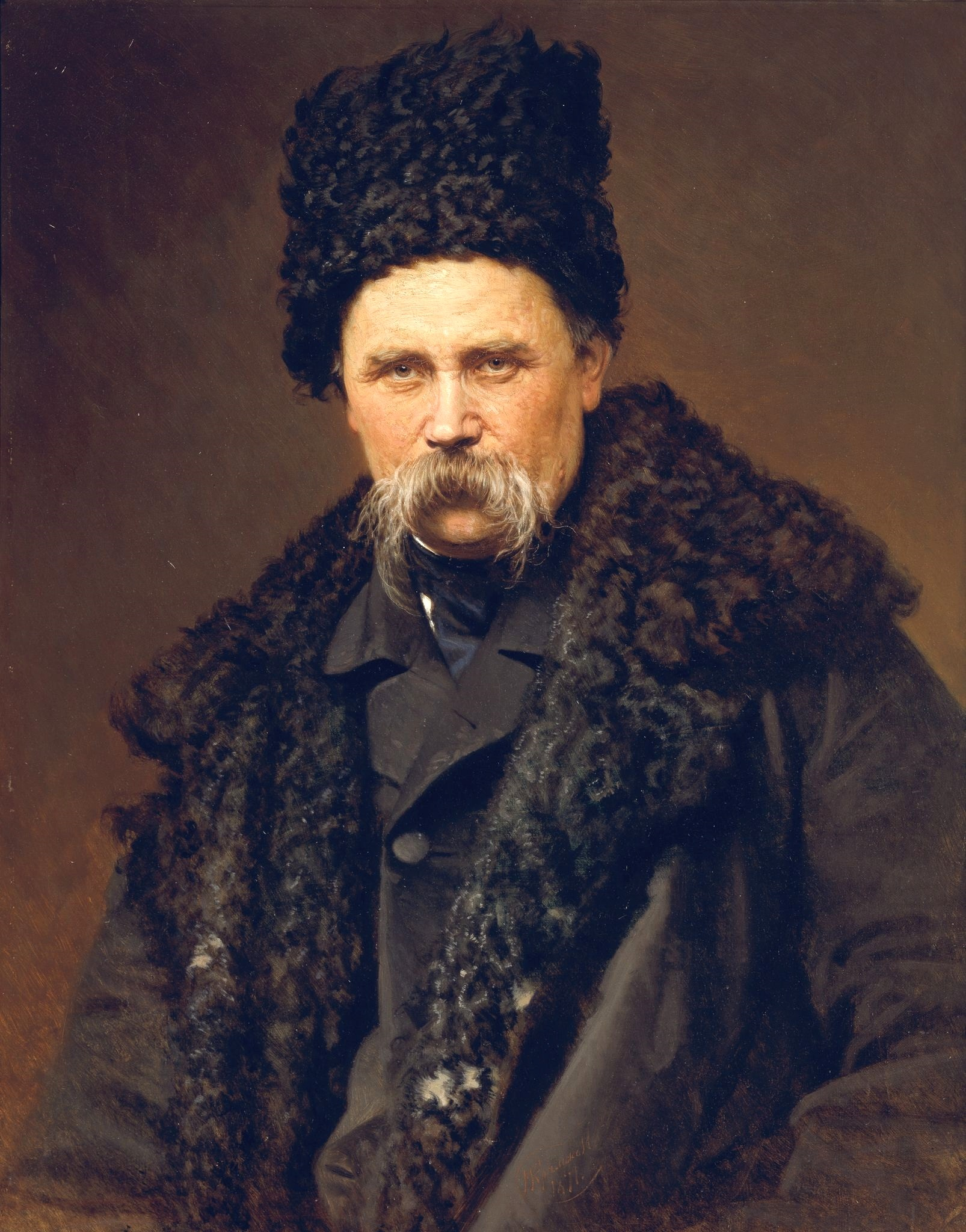
Ritratto basato su fotografia

Taras Ševčenko ha una posizione importantissima nella storia culturale ucraina: i suoi scritti furono difatti base per la letteratura del suo paese natale nonché contribuirono in maniera significativa alla formazione del moderno linguaggio ucraino. La sua poetica inoltre ebbe come effetto la crescita di una coscienza nazionale all'interno del Paese e ancora oggi è possibile ravvisare la sua influenza nella letteratura e nel modo di vivere ucraino. La causa di tale importanza è da ricercare nel pensiero stesso dello scrittore il quale, influenzato dal Romanticismo, trovò nelle sue opere il modo di amalgamare temi riguardanti l'Ucraina e la sua personale visione del mondo.
Oltre le poesie, Taras Ševčenko fu scrittore di lavori teatrali. Il più noto dramma è "Nazar Stodolja" (in ucraino Назар Стодоля).
A causa della sua importanza a livello letterario viene spesso dimenticato il suo ruolo di pittore di prim'ordine all'interno del panorama russo, testimoniato dal fatto che i suoi contemporanei lo consideravano più un artista che uno scrittore. Sperimentò anche la scienza fotografica, essendo inoltre considerato il pioniere dell'arte dell'Acquaforte nell'impero Russo (nel 1860 gli fu insignito il titolo accademico dall'Accademia Imperiale delle Arti proprio per i risultati raggiunti con questo particolare tipo di tecnica artistica).
La sua influenza sulla cultura ucraina fu talmente grande da essere sfruttata a livello propagandistico perfino nell'Unione Sovietica. Le sue opere, purgate del loro contenuto nazionalistico, furono infatti utilizzate dalla propaganda evidenziando i contenuti sociali insiti al loro interno e la frequente contrapposizione tra lo scrittore e il potere imperiale. Ševčenko, nato servo e perseguitato a causa delle proprie convinzioni politiche, fu infatti presentato dal Partito comunista sovietico più come un internazionalista ante-litteram intento a rivendicare miglioramenti sociali per le classi svantaggiate che come un fervente nazionalista ucraino.
Questa visione è stata profondamente rivisitata dalla critica della moderna Ucraina che tende oggi a considerare in secondo piano le rivendicazioni sociali pur insite nelle sue opere, evidenziando fortemente il suo lato patriottico.

## Monumenti, memoriali e riconoscimenti
A Ševčenko sono dedicati in patria monumenti, memoriali, vie, piazze e parchi, i più importanti si trovano a Kaniv e a Kiev. 
A Kiev c'è il Museo nazionale Taras Ševčenko, il monumento a Taras Ševčenko nel parco omonimo vicino all'Università nazionale Taras Ševčenko. Una stazione della metropolitana di Kiev, Tarasa Ševčenka, portava il suo nome.
A Dnipro si trova il Parco Taras Ševčenko.
La città Korsun'-Ševčenkivs'kyj porta il suo nome.

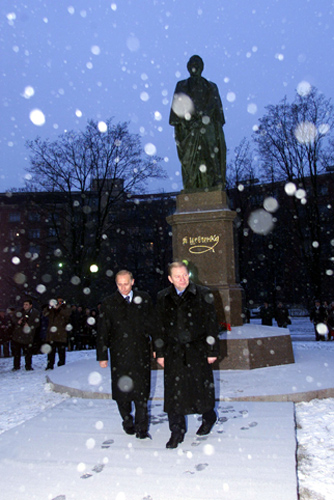
Inaugurazione della nuova statua di Ševčenko a San Pietroburgo il 22 dicembre 2000

Fuori dall'Ucraina, soprattutto negli stati che appartennero all'Unione Sovietica, si possono ricordare il monumento a San Pietroburgo, eretto il 22 dicembre 2000 in sostituzione dell'originale che era stato innalzato da Lenin subito dopo la rivoluzione d'ottobre nel 1918. Un altro monumento è a Orsk, città russa che gli dedica anche una strada, una biblioteca e l'Istituto Pedagogico.
Altri monumenti si trovano in varie città del Kazakistan dove per poco visse prima del provvedimento di grazia: Aktau (La città era chiamata Ševčenko  tra il 1964 e il 1992) e il vicino Forte Ševčenko (fino al 1939 Forte Aleksandrovskij). Dopo l'indipendenza ucraina alcune città rimpiazzarono le statue di Lenin con quelle dello scrittore e ribattezzarono strade e piazza con il suo nome anche se non vi era mai vissuto.
Oltre a questi paesi molti monumenti sono stati eretti solitamente per iniziativa della popolazione ucraina immigrata.

### Monumenti e memoriali in Italia
A Roma il monumento a lui dedicato fu inaugurato nel 1973 vicino alla Basilica di Santa Sofia.
A Caserta il suo monumento è stato realizzato dalla scultrice ucraina V. Volkova ed è stato inaugurato il 19 marzo 2017.  
A Firenze il 9 marzo 2021, in occasione dell'anniversario della nascita del poeta, la città di Kiev ha donato una statua in bronzo realizzata dall'artista ucraino Oleh Pinčuk. In precedenza la giunta fiorentina aveva donato alla città di Kiev, nel 2015, un monumento dedicato a Dante Alighieri.

## Galleria d'immagini

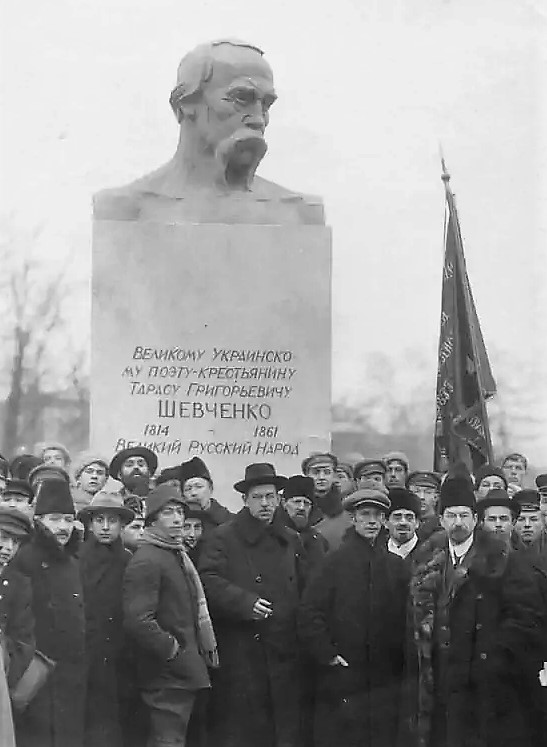
Precedente monumento di San Pietroburgo
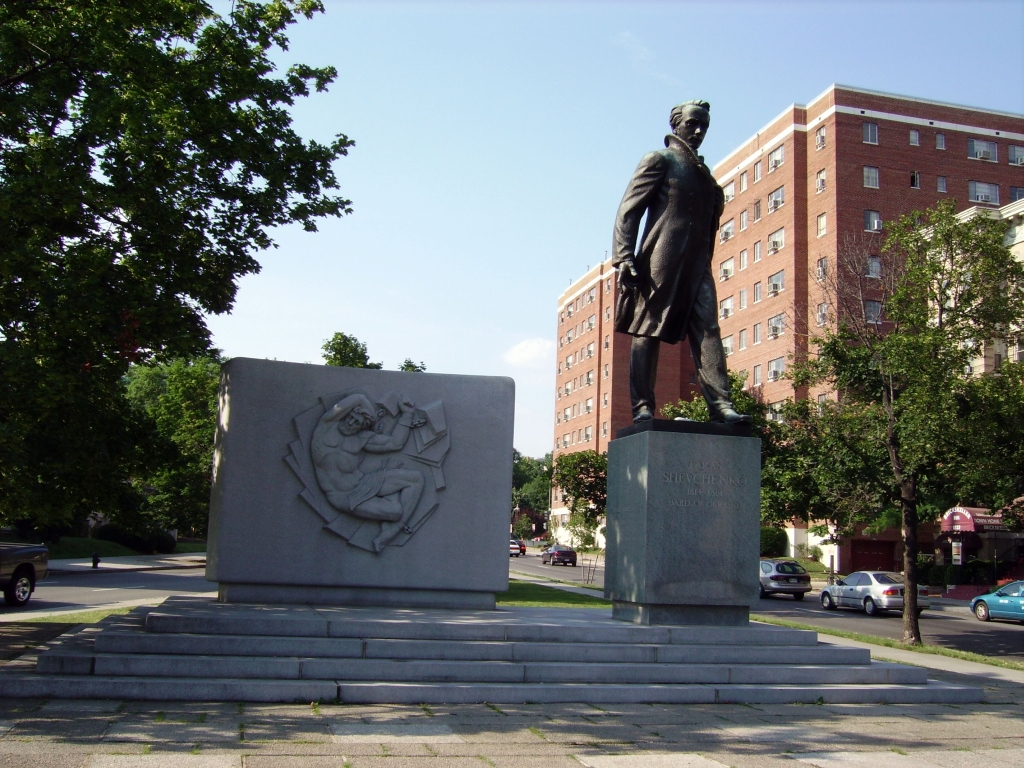
Monumento in Washington D.C.
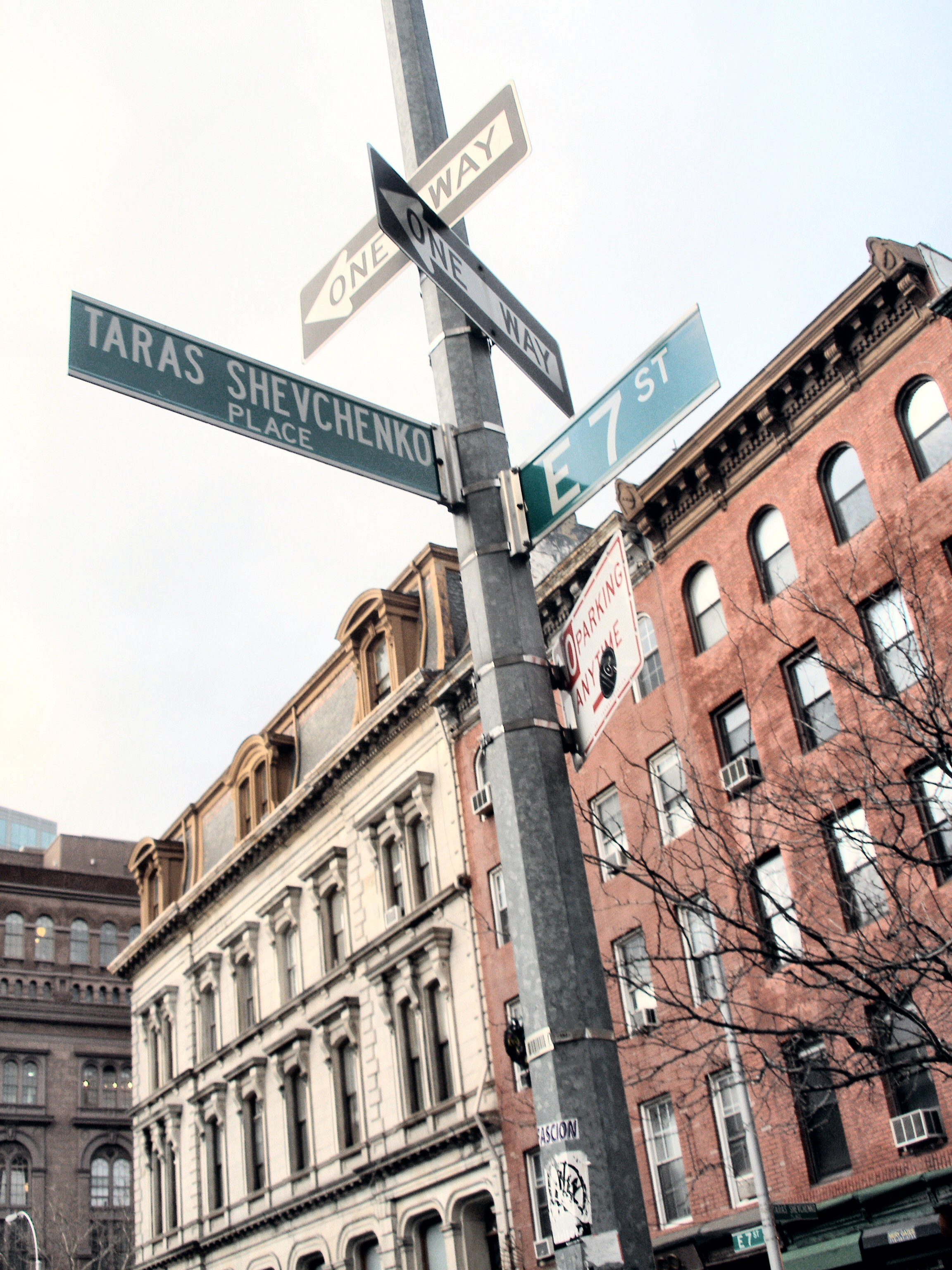
Cartello di piazza Ševčenko a New York
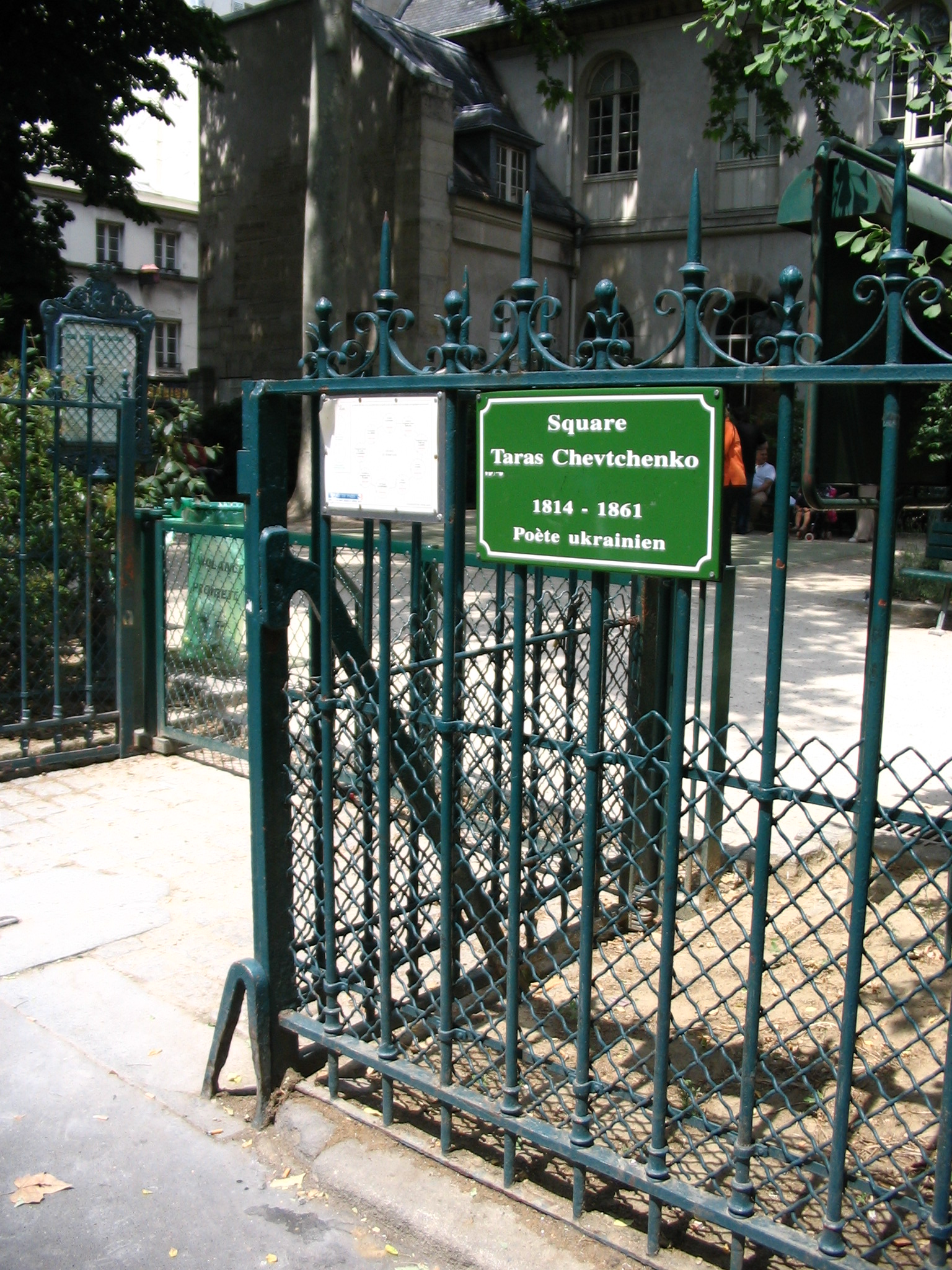
Piazza Ševčenko a Parigi
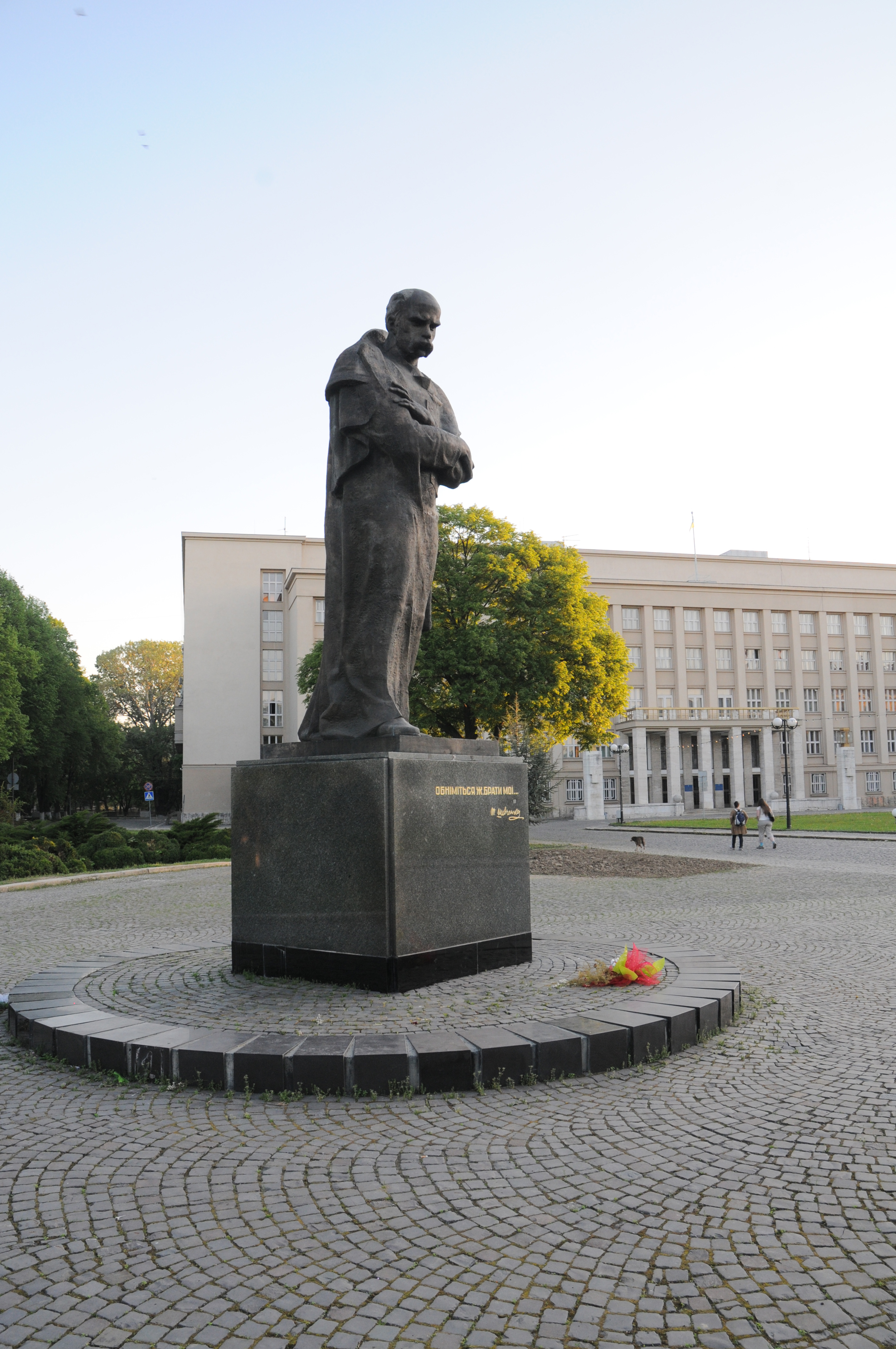
Užhorod, Transcarpazia

## Il verso modello
ЗАПОВІТ

Як умру, то поховайте

Мене на могилі,

Серед степу широкого,

На Вкраїні милій,

Щоб лани широкополі,

І Дніпро, і кручі

Було видно, було чути,

Як реве ревучий.

Як понесе з України

У синєє море

Кров ворожу... отойді я

І лани і гори —

Все покину і полину

До самого бога

Молитися... а до того

Я не знаю бога.

Поховайте та вставайте,

Кайдани порвіте

І вражою злою кров'ю

Волю окропіте.

І мене в сем'ї великій,

В сем'ї вольній, новій,

Не забудьте пом'янути

Незлим тихим словом.
IL TESTAMENTO

Quando morirò, mi interrino

Sull'alta collina

Fra la steppa della mia

Bella Ucraina.

Che si vedano i campi,

Il Dniepr con le rive,

Che si oda il muggito

Del fiume stizzito.

Quando porterà il fiume

Al mare azzurro

Il sangue nero,

Lascerò allor la tomba

Ed andrò da Dio

Per pregare… Prima di ciò

Non conosco Dio.

Sepoltomi, insorgete,

Le caten rompete,

Che il sangue dei nemici

Spruzzi la libertà.

Nella vostra gran famiglia

Nuova, liberata

Vorrei esser ricordato

Con parola grata.
Traduzione di Evgen Kračevič

## Traduzioni
- Nere Sopracciglia - Taras Ševčenko (2014) ISBN 978-88-97204-47-3; traduzione di Paolo Galvagni